# 70-е годы до н. э.
70-е (семидеся́тые) го́ды до на́шей э́ры по пролептическому юлианскому календарю — промежуток времени с 1 января 79 года до н. э. по 31 декабря 70 года до н. э., включающий с 79 по 71 годы 3-го десятилетия  и 70 год 4-го десятилетия I века 1-го тысячелетия до н. э. Им предшествовали 80-е годы до н. э., за ними следовали 60-е годы до н. э. Они закончились 2095 лет назад.

## Важнейшие события
- Мятеж Лепида (77 до н. э.).
- Третья Митридатова война (74—63 до н. э.)[1].
- Восстание Спартака (73—71 до н. э.)

## Правители
- Луций Корнелий Сулла — диктатор (82—79 до н. э.).

### Римские консулы десятилетия
- 79: Публий Сервилий Ватия Исаврик и Аппий Клавдий Пульхр
- 78: Марк Эмилий Лепид и Квинт Лутаций Катул Капитолин
- 77: Децим Юний Брут и Мамерк Эмилий Лепид Ливиан
- 76: Гней Октавий и Гай Скрибоний Курион
- 75: Луций Октавий и Гай Аврелий Котта
- 74: Луций Лициний Лукулл и Марк Аврелий Котта
- 73: Марк Теренций Варрон Лукулл и Гай Кассий Лонгин
- 72: Луций Геллий Публикола и Гней Корнелий Лентул Клодиан
- 71: Публий Корнелий Лентул Сура и Гней Ауфидий Орест
- 70: Гней Помпей Великий и Марк Лициний Красс